# Christoph Wilhelm Mitscherlich

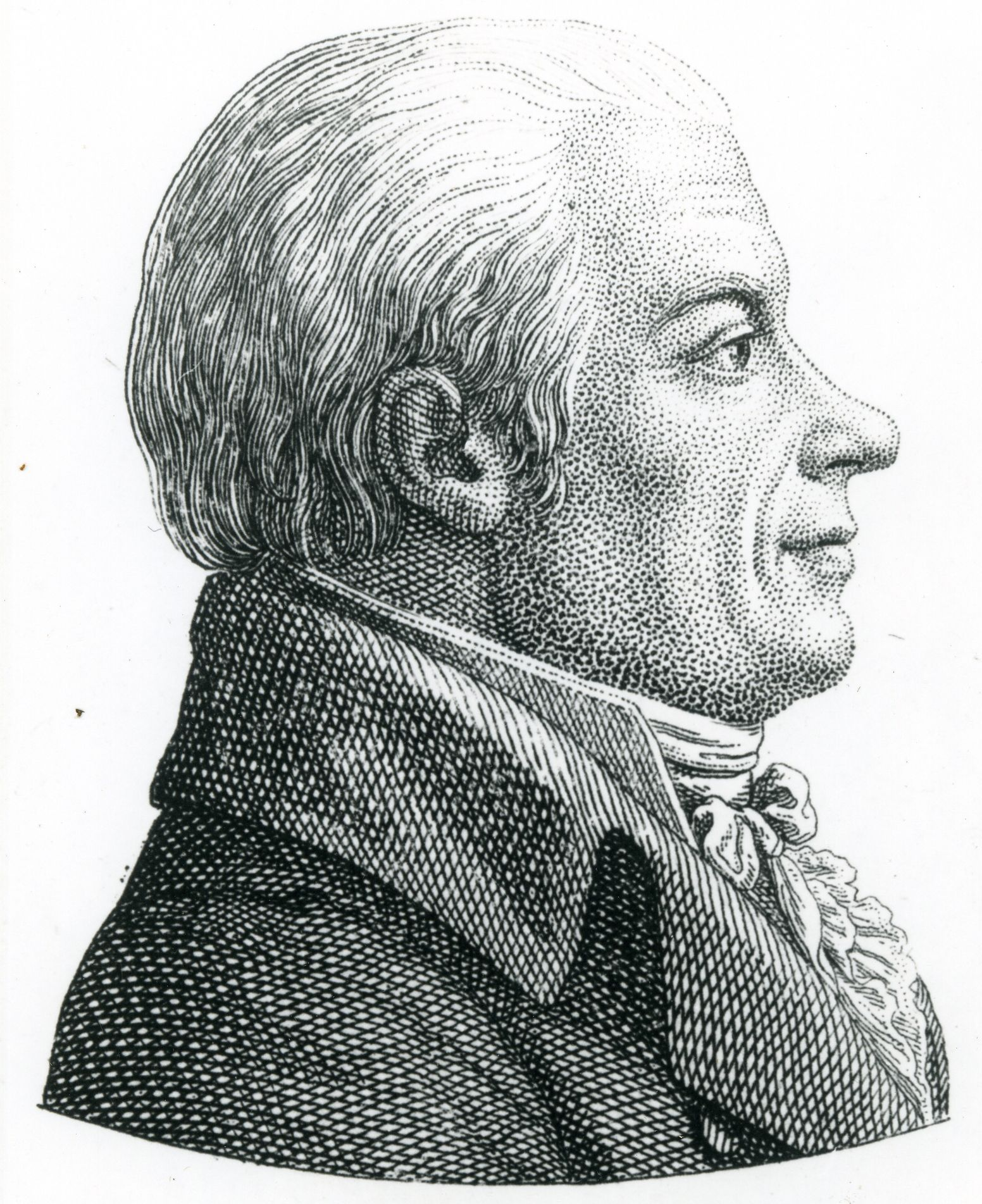
Christoph Wilhelm Mitscherlich.

Christoph Wilhelm Mitscherlich, född den 20 september 1760, död den 6 januari 1854, var en tysk språkforskare, farbror till Eilhard Mitscherlich.
Mitscherlich var 1794–1833 professor i Göttingen. Han utgav en för sin tid förträfflig upplaga av Horatius "Oder" och "Epoder" (2 band, 1800–01), Scriptores erotici græci (4 band, 1792–94) med mera.